# Sixto Paz Wells
Sixto Paz Wells (Lima, Perú, 12 de diciembre de 1955) es un autor y conferenciante peruano sobre el fenómeno ovni y el contacto con extraterrestres desde las perspectivas científica y espiritual.
Conocido por haber sido la cabeza visible de la Misión Rahma  en varios países de América y en España, se destaca entre los ufólogos por haber convocado a la prensa internacional a avistamientos programados con antelación en más de diez ocasiones.  Autodefinido como contactado por extraterrestres, ha publicado 20 libros en español y uno en inglés sobre el tema a junio de 2017. En su trabajo sobre ufología asegura poseer un método sistemático de preparación física y mental para propiciar el contacto, así como protocolos para documentar, validar y confirmar las experiencias de contacto. Por todo esto ha sido pública y duramente criticado en diversas instancias.

## Biografía
Nació en Lima, Perú, el 12 de diciembre de 1955, hijo de Rose Marie Wells Vienrich y Carlos Paz García, un astrónomo y asesor científico de la Fuerza Aérea, además de investigador del fenómeno ovni.
Desde los doce años se interesó en los ovnis por la cercanía con el Instituto Peruano de Relaciones Interplanetarias (IPRI), fundado y presidido por su padre.
Cursó estudios primarios y secundarios en el Colegio San Luis  (Hermanos Maristas) en Barranco, los cuales finalizó en primer lugar en el Orden de Méritos.
Sixto Paz con 19 años invita al periodista español J. J. Benítez, a un avistamiento programado de un objeto volador no identificado, en el desierto de Chilca el 7 de septiembre de 1974.
Realizó estudios universitarios en la Facultad de Historia de la Pontificia Universidad Católica del Perú.
Estuvo casado con Marina Torres desde 1987 (fallecida el 28 de octubre de 2023) y tiene dos hijas: Yearim y Tanis.

## Carrera

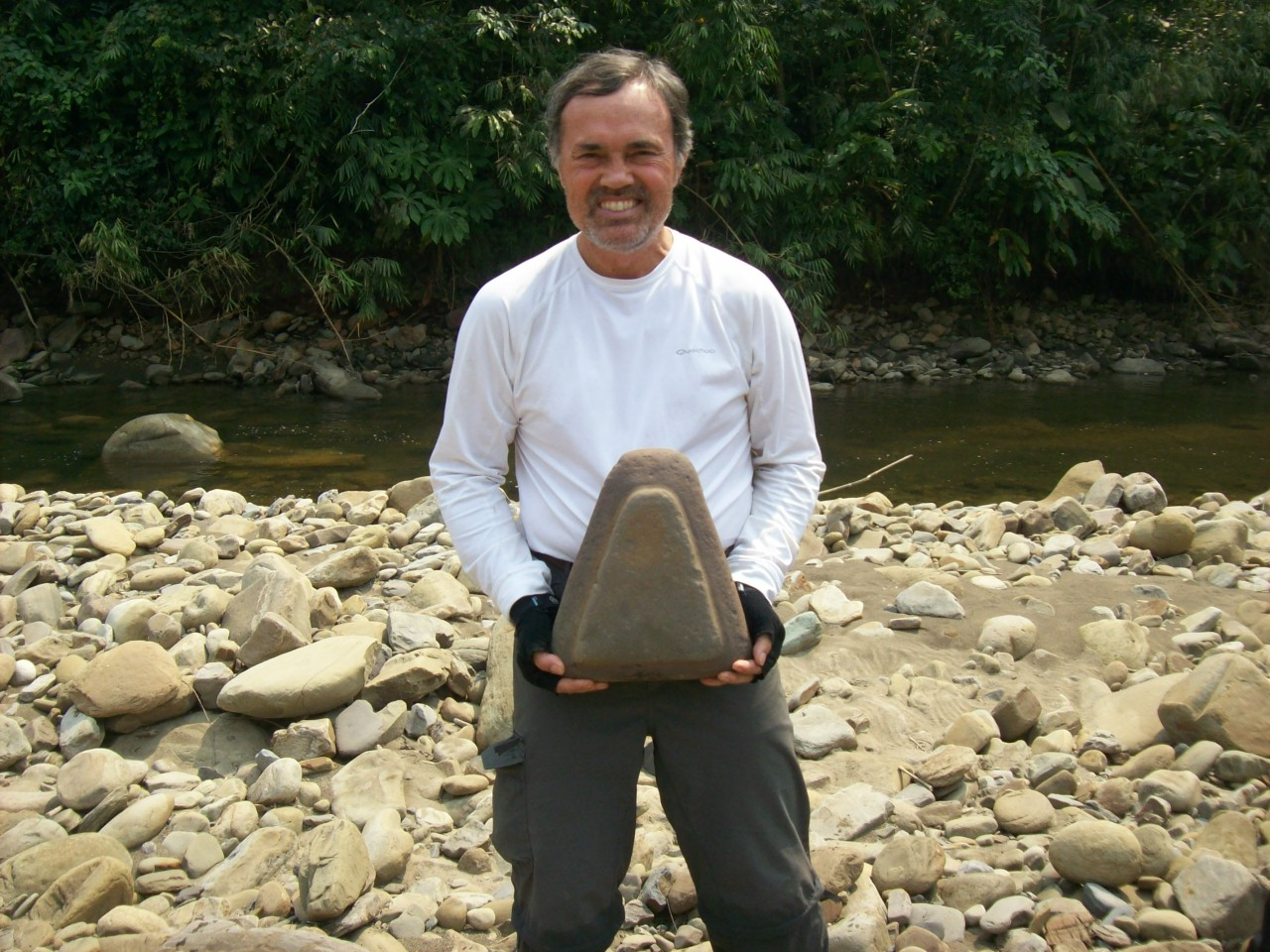
Paititi. (2010).

El 22 de enero de 1974 concurrió a una conferencia titulada La telepatía como transmisión de pensamiento a distancia, impartida por un médico miembro de la Sociedad Teosófica. Esa noche, luego de un ejercicio de relajación profunda, Paz Wells recibió, junto a su madre y su hermana, un mensaje mediante escritura automática. El mensaje supuestamente era de un ser de nombre Oxalc proveniente de Ganímedes, con intención de establecer comunicación con algunos terrestres. Sixto repitió la experiencia en grupo, y fueron citados a un avistamiento programado el 7 de febrero de 1974 a las 9 de la noche en el desierto de Chilca, donde según los asistentes apareció una nave muy brillante de forma lenticular con ventanillas.
Sixto Paz se interesó por la comunicación con extraterrestres astralmente, en sueños o de forma telepática, y no solo físicamente con sus naves, que era el enfoque tradicional de los ufólogos del IPRI.
Experiencias similares fueron sucediendo hasta que en agosto de 1974 la agencia Efe difundió la noticia que involucraba a los Paz Wells: 

Lima (EFE). — Cinco miembros del Instituto Peruano de Relaciones Interplanetarias han establecido contacto con un ovni procedente de Ganímedes, el mayor de los satélites naturales de Júpiter, reveló ayer a Efe el presidente de dicha Institución, Carlos Paz García. Los integrantes del IPRI partieron el lunes de la semana pasada hacia Marcahuasi, altiplanicie situada a unos 90 km de Lima y a una altura de 4200 m, permaneciendo allí hasta el jueves, 22 de agosto, trayendo importante material de grabación y fotografías, aseguró Paz García. Material que está siendo analizado actualmente por miembros del IPRI. Paz García señaló que el grupo indicado viene estando en contacto con los extraterrestres desde hace ocho meses.
Agencia de noticias Efe, agosto de 1974 

A raíz de la nota de Efe, el periodista J. J. Benítez es enviado desde España para conocer la insólita experiencia de los adolescentes Paz Wells. Benítez no llegó a la ufología a partir de su curiosidad, sino que se encontró con el fenómeno O.V.N.I, acompañando a la Misión Rama. Sixto lo invita al avistamiento programado de un objeto volador no identificado, junto a su hermano Charlie y otras siete personas en el desierto de Chilca el 7 de septiembre de 1974. Benítez vio aparecer, como se le había anunciado con antelación, dos ovnis.

### Misión Rahma

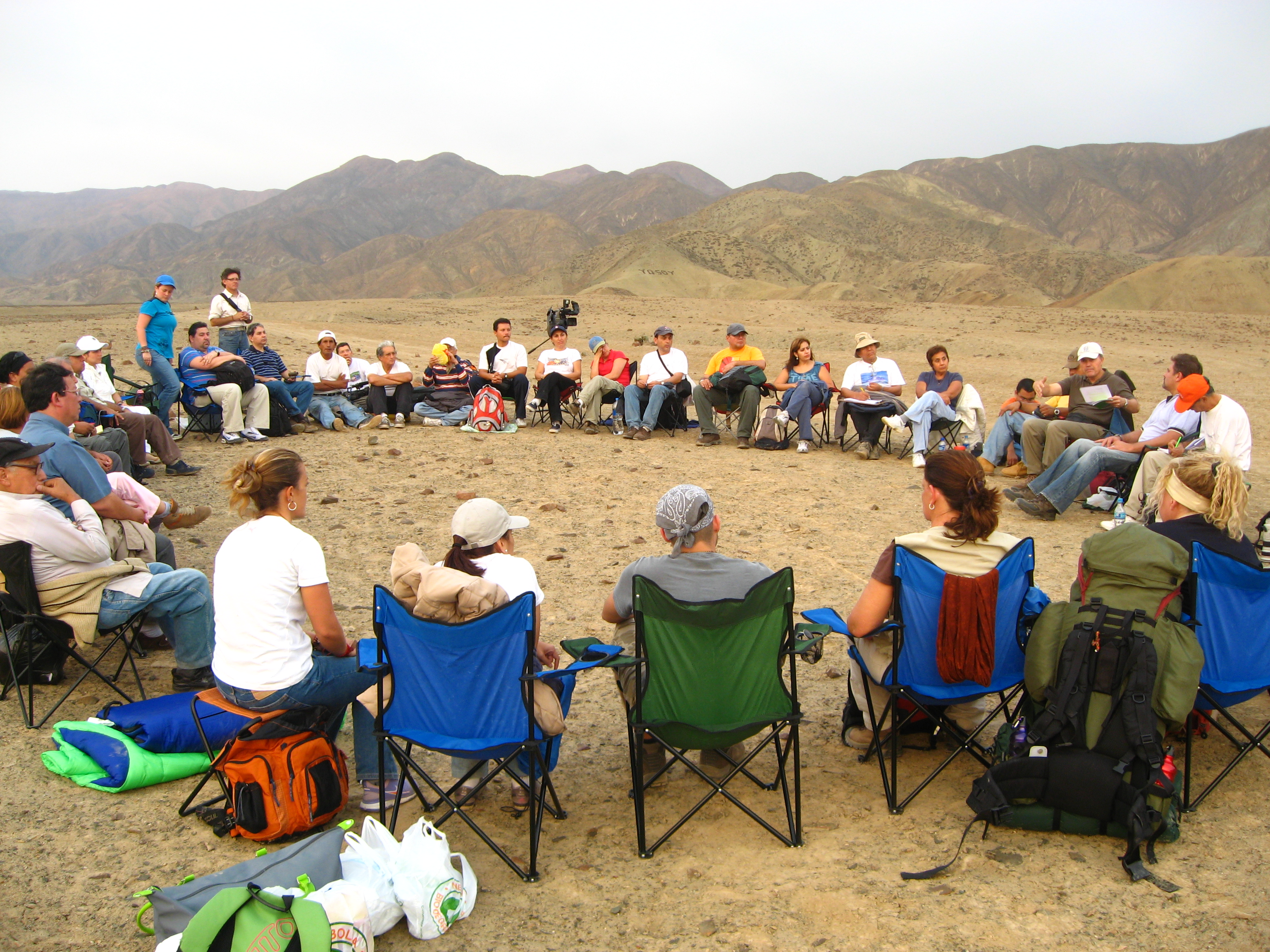
Grupo escuchando a Paz Wells durante una salida de campo al desierto de Chilca, Perú en marzo de 2009.

Llamada originalmente Misión RAMA, el nombre obedecía a la misión que compartieron: RA (Sol) MA (Tierra), un programa de contacto que procura transformar al ser humano en estrella, en un Sol en la Tierra.
Fue la organización de grupos de simpatizantes del método promovido por Paz Wells para contactar con los que él llamó "Guías Extraterrestres".
A través del IPRI, Paz Wells se puso en contacto con la "Sociedad Internacional de Realización Divina" donde aprendió yoga y técnicas de relajación, meditación y concentración profunda, que después promovería entre los grupos Rahma para propiciar el contacto. A partir del evento de Chilca de septiembre de 1974, junto con su hermano Charlie y amigos cercanos al IPRI, inicia el trabajo con grupos de entusiastas en Perú, que se fueron extendiendo y adoptando el nombre de Misión RAMA.
Fue disuelta oficialmente como organización por su fundador en 1990, aunque hay grupos que siguen funcionando independientemente. Llegó a tener presencia en varios países de América y España, donde fue reseñada como una de las once sectas o grupos que tienen a los extraterrestres como núcleo de sus doctrinas.

### Foros internacionales
Sixto Paz se autodescribe como un mensajero de la paz y de la esperanza, antes que un mensajero de otros mundos. Se ha presentado en foros internacionales como Naciones Unidas y en universidades como la Universidad de Columbia y la Universidad John F. Kennedy. En otros países la Universidad de Montreal, la Universidad Complutense de Madrid, la Universidad Autónoma de México, la Universidad Diego Portales en Santiago de Chile, también lo han recibido como conferenciante.

### Países visitados

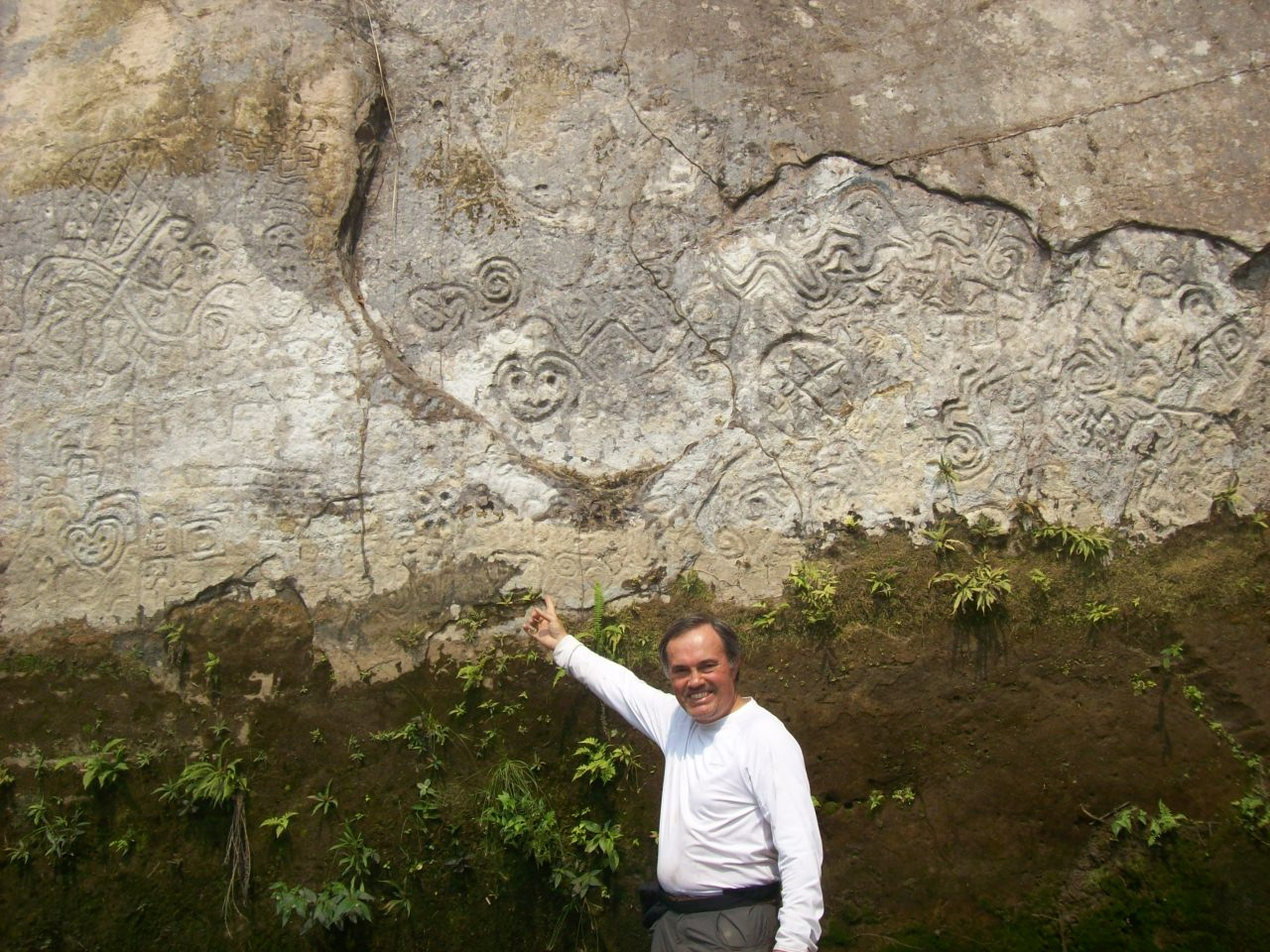
Sixto Paz Wells mostrando petroglifos durante una salida de campo al Paititi, Perú, en agosto de 2007.

Paz Wells viaja alrededor del mundo dando conferencias sobre sus experiencias acerca del contacto con extraterrestres. Ha visitado países de Europa, África, Oceanía y América como Colombia, Chile, Ecuador, México, Argentina, Uruguay
y Estados Unidos, destacándose su visita a Washington D. C. en mayo de 2015.
Ha convocado en más de diez oportunidades a miembros de la prensa internacional para que atestigüen, graben y fotografíen los avistamientos de luces y objetos en el cielo, que el autor afirma son dirigidas o tripuladas por seres extraterrestres que mantienen contacto telepático con él y otros miembros de sus grupos de contacto. Entre estas experiencias está la de agosto de 1997 en la playa Valparaíso al norte de Lima, la de marzo de 2009 en el desierto de Chilca, la de 2014 también en Chilca y la de 2014 en Teotihuacán, México.

## Críticas
Incluso dentro de la ufología -tema que en sí mismo despertaba un interés científico o académico muy limitado y esporádico en 1986- los autoproclamados "contactados" han sido vistos generalmente con reservas por los ufólogos "serios" El astrofísico Jacques Vallée señalaba en 1965: "Ningún investigador serio ha estado muy preocupado por las afirmaciones de los 'contactados' ".
El 31 de marzo de 1994 Paz Wells fue invitado al programa de televisión español La máquina de la verdad, en el que se sometió a la prueba del polígrafo. Ha sido criticado porque no pasó la prueba en la pregunta "¿Ha viajado usted verdaderamente en una nave espacial a otro planeta? (Si)", que es uno de los argumentos principales que el autor usa para respaldar sus afirmaciones. Sin embargo, Paz Wells sí pasó todas las otras preguntas como por ejemplo "¿Ha estado alguna vez bajo los efectos de una droga alucinógena? (No)", "¿Ha recibido usted dinero de algún servicio de espionaje? (No)", "¿Ha inventado usted todas estas historias con fines exclusivamente lucrativos? (No)", "Sin tener que ver con esta materia, ¿alguna vez ha mentido para salir de un apuro? (No)", lo cual argumenta él en su defensa. También dice que falló la pregunta "¿Ha viajado usted verdaderamente en una nave espacial a otro planeta?" porque afirma haber visitado Ganímedes, que no es un planeta sino una luna de Júpiter, una imprecisión que lo hizo trastabillar. La prueba de polígrafo, sin embargo, ha demostrado no ser confiable y muchas de las afirmaciones que se hacen sobre la capacidad de este método, en realidad son, al igual que la ufología, pseudocientíficas, por lo que una prueba con el también llamado "detector de mentiras" no sirve para demostrar la verdad o falsedad de ningún alegato.
La Misión Rahma de la que Paz Wells fue cabeza visible hasta su disolución en 1990, ha sido descrita por psicólogos y filósofos como un grupo neo-religioso cuyas creencias son muy similares a las de la Teosofía y el ocultismo decimonónico, mientras que usa las técnicas habituales del espiritismo kardeciano.
En 1976 su hermano Charlie (hoy Verónica Paz Wells) se radica en Brasil y forma  grupos de contacto con una orientación diferente a la que Sixto, le estaba dando a la Misión RAMA, alegando que se estaba convirtiendo en "un movimiento plagado de errores de interpretación, luchas por el liderazgo y fines económicos poco claros".
En una entrevista en diciembre del 2018, el astrofísico José Maza expresó duras críticas contra Paz Wells, cuando le cuestionaron sobre las participaciones del científico al programa Mentiras verdaderas, donde los invitados habituales habían sido ufólogos, tarotistas y teóricos de la conspiración, entre ellos, el contactado Sixto Paz:

Sixto Paz, te digo con nombre y apellido. Dice que él es abducido a Ganimedes. En Ganimedes hay -150° C. José Maza.

## Obras
Ha escrito numerosos libros desde 1985, la mayoría de ellos en español. Con 21 libros publicados en Argentina, España, México, Colombia, Perú, Italia, Alemania, y los Estados Unidos, algunos de ellos han sido traducidos al inglés,  alemán, italiano y portugués.
En inglés
- The Invitation (2002)

En español
- Los guías extraterrestres y la Misión Rama (1985)
- Contacto interdimensional (1992)[43]
- El umbral secreto (1995)
- Los guardianes y vigilantes de mundos (1997)
- Una puerta hacia las estrellas (1999)[44]
- Una insólita invitación (2001)
- La antiprofecía (2002)
- Tanis y la esfera dorada (2004)
- Tanis y el mágico Cuzco (2005)
- Antología del contacto extraterrestre, 33 años después (2007)[45]
- Abriendo los ojos a otra realidad. La presencia extraterrestre hoy y siempre. (2006 ed. MTM)[46] (en inglés: Extraterrestre, Abriendo Los Ojos a Otra Realidad 2007 ed.Planeta)
- El instructor del nuevo tiempo (2009)
- El parto planetario (2010)
- 2012 Contacto con otras realidades (2012)
- La Muerte no existe: la gran metamorfosis (2013 ed. Planeta).[47][48]
- 2012 La cuenta regresiva (2012 ed. Planeta)[49]
- Guía práctica para tener un contacto (2014 ed. Vanir)[50]
- Relatos de otra realidad (2015 Ed. Kolima)
- Sixto Paz Wells y los visitantes estelares (2015 ed. Planeta).[51][52]

Novelas
- El Santuario de la Tierra (2017 Ed. Kolima)
- El Códice Mexica (2019 Ed. Kolima)
- Egipto, la puerta de Orión. (2020 Ed. Kolima).[53]